# Chiesa di San Martino (Cavizzana)
La chiesa di San Martino è la parrocchiale di Cavizzana in Trentino. Fa parte della zona pastorale delle Valli del Noce dell'arcidiocesi di Trento e risale al XV secolo.

## Storia

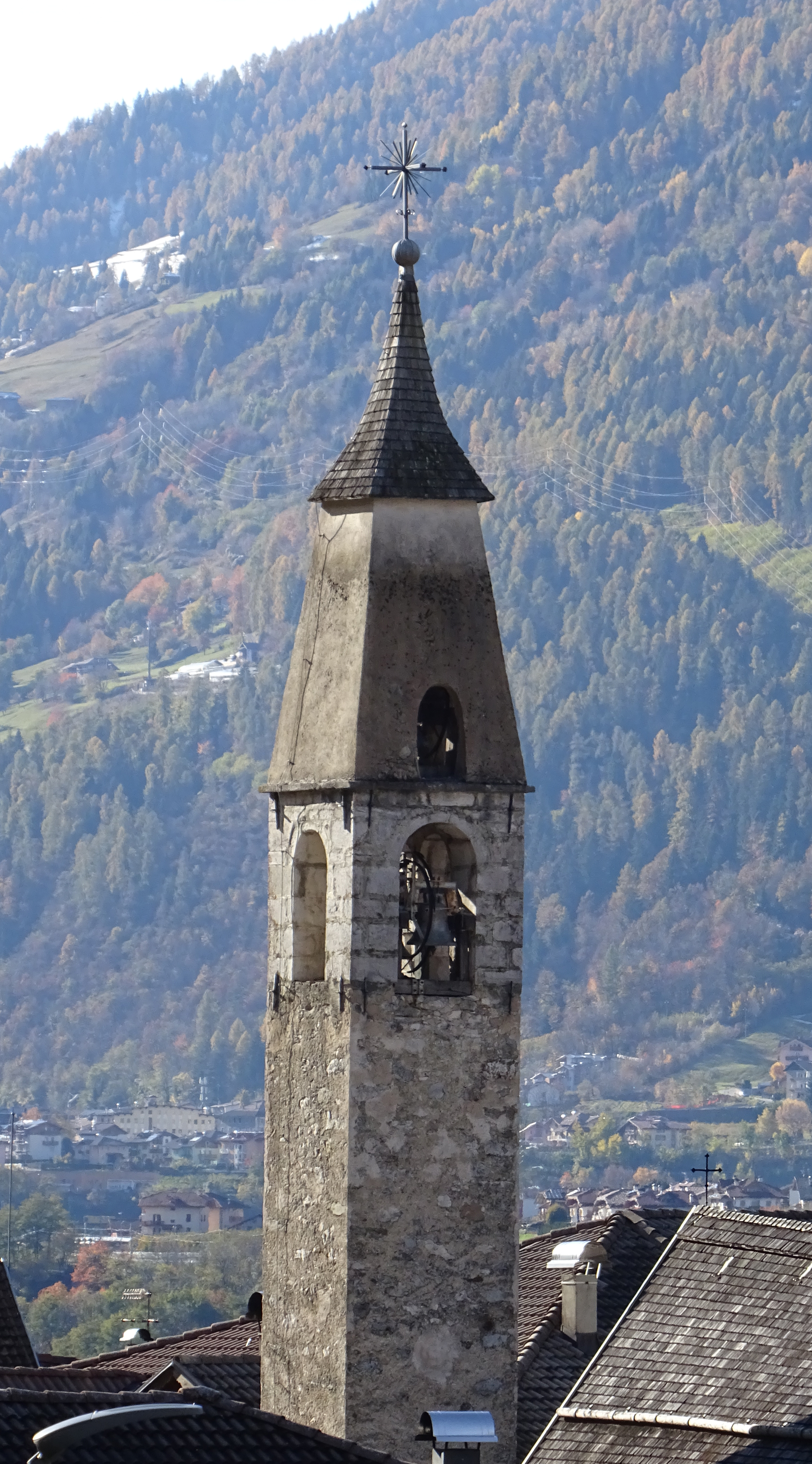
Torre campanaria.

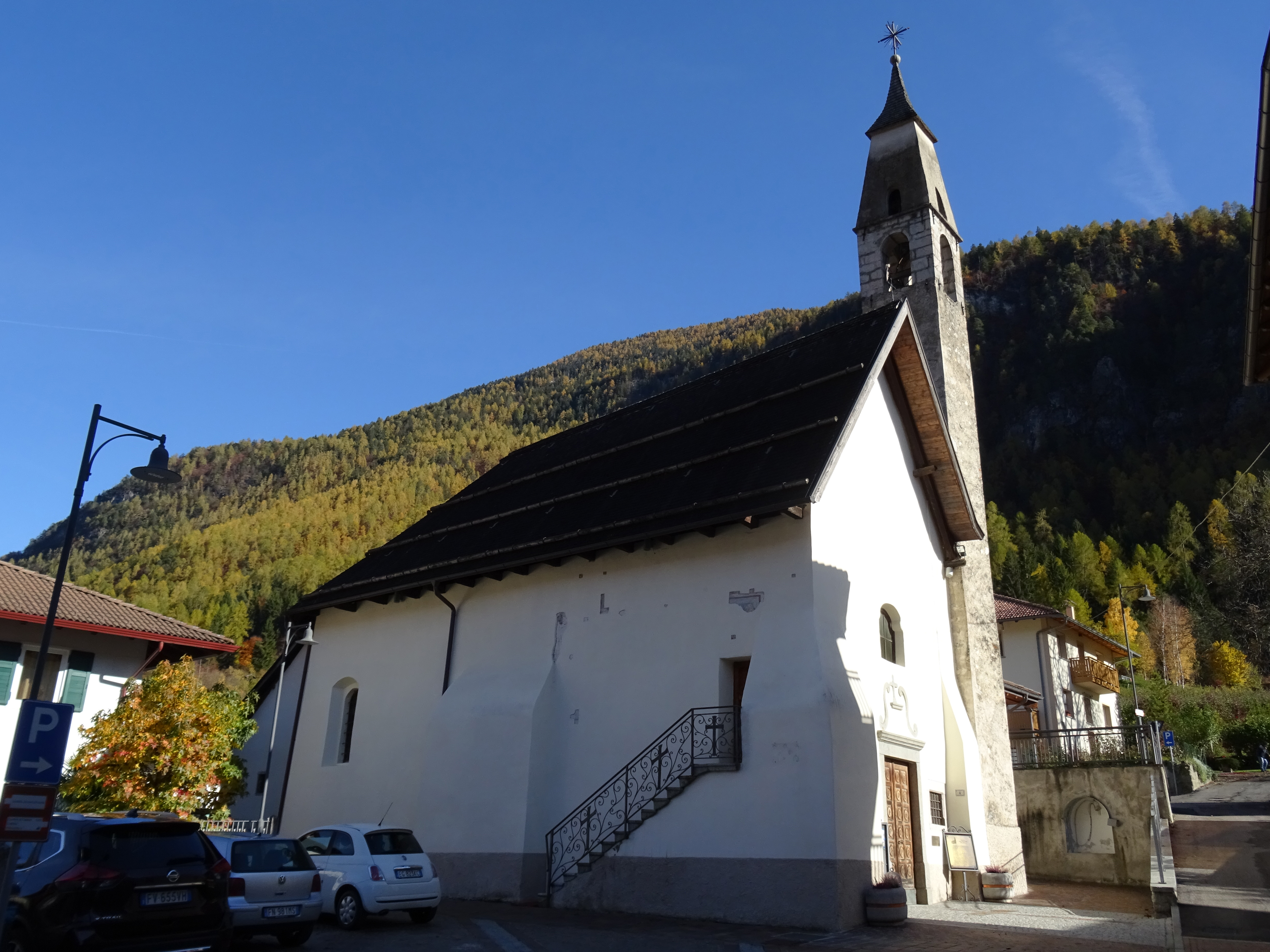
facciata e fianco laterale sinistro della chiesa di San Martino.

La prima citazione scritta del luogo di culto cattolico di Cavizzana risale al 1400. Già due anni dopo venne aperto il cantiere per la costruzione di una nuova chiesa, sullo stesso sito della precedente, e i lavori furono ultimati nel 1427. Due secoli più tardi, tra il 1618 e il 1628, l'edificio venne notevolmente ampliato.
Nel 1735 la chiesa venne elevata a dignità curaziale, legata alla pieve di Malé, la chiesa di Santa Maria Assunta.
L'ultimo importante intervento ha riguardato l'adeguamento liturgico realizzato tra il 1975 e il 1985 senza carattere permanente. 
La mensa rivolta al popolo è stata posta al centro del presbiterio e si è ottenuta da una base a forma di prisma esagonale di rame con il piano di legno. L'ambone è stato costruito con stile simile alla mensa. La sede del celebrante è data da una panca in legno. La custodia dell'Eucaristia col suo tabernacolo è stata mantenuta nell'altare maggiore storico e il fonte battesimale originale in pietra è stato spostato in avanti, nella cappella laterale di destra.

## Descrizione

### Esterni
La chiesa di San Martino si trova nel centro dell'abitato di Cavizzana e mostra il tradizionale orientamento verso est. La facciata a capanna con due spioventi è ampliata sulla destra dalla struttura che corrisponde alla cappella risalente al primo edificio storico del XV secolo. Il portale è architravato e affiancato da due basse finestre rettangolari con inferriate. Sopra, in asse, si trova la finestra di dimensioni leggermente maggiori e dal profilo superiore curvilineo che porta luce alla sala. La torre campanaria si trova in posizione avanzata sulla destra, tra la facciata e la cappella laterale. La cella è formata da due parti sovrapposte entrambe con aperture a monofora e la copertura apicale è a forma di piramide ricoperta con scandole lignee.

### Interni
La navata interna è unica, formata da due campate con volta a crociera e ampliata dalla grande cappella laterale. Il presbiterio è leggermente rialzato. Di particolare interesse artistico sono i tre altari lignei barocchi che non sono stati toccati dalle modifiche di adeguamento liturgico effettuate nella seconda metà del XX secolo e in particolare il tabernacolo dell'altare maggiore è tra i più belli dell'intera vallata. Le due pale sono state realizzate tra il 1905 e il 1907 da Diodato Massimo.